# Nankín
Nankín (en chino, 南京; pinyin, Nánjīngⓘ; en nankinés, lán jīn) es una ciudad-subprovincia y capital de la provincia de Jiangsu en la República Popular China, situada en el delta del río Yangtsé. Es la segunda ciudad más grande de la región, después de Shanghái.
Nankín, también es conocida como la «Capital de la Educación, la Ciencia, la Cultura, el Arte y el Turismo». Durante la Rebelión Taiping fue conocida como «La capital del cielo» Tianjing. Es una de las Cuatro capitales antiguas de China y fue la capital para diez dinastías o reinos. Ha sido el centro económico y político del sureste de China durante más de 1000 años. En la actualidad, es un importante centro turístico. Su población en 2012 era más de ocho millones de habitantes.

## Administración
La subprovincia de Nankín se divide en 11 distritos.
- Distrito Xuanwu 玄武区
- Distrito Qinhuai 秦淮区
- Distrito Jianye 建邺区
- Distrito Gulou 鼓楼区
- Distrito Yuhuatai 雨花台区
- Distrito Qixia 栖霞区
- Distrito Jiangning 江宁区
- Distrito Pukou 浦口区
- Distrito Luhe 六合区
- Distrito Lishui 溧水区
- Distrito Gaochun 高淳区

## Historia
Existe evidencia de presencia humana en la zona de al menos 5000 años de antigüedad (véase Hombre de Nankín), hallada en la década de los años 1990.
La ciudad fue fundada en el año 495 a. C. por uno de los reyes del estado Wu y se convirtió en un puerto fortificado. Ganó importancia al convertirse en capital del reino Wu durante el periodo de los Tres Reinos. Nankín se convirtió en el hogar de numerosos intelectuales y fue la capital de las Seis Dinastías hasta la reunificación de China. Seis dinastías (chino: 六朝; pinyin: Liù Cháo; 220-589 o 222-589) es un término colectivo para seis dinastías chinas gobernadas por Han que existieron desde principios del siglo III d. C. hasta finales del siglo VI d. C.. Las seis dinastías mantuvieron la capital en Nankín comenzando por la dinastía Jin (266-420). En 1368 se estableció la dinastía Ming que le dio su actual nombre, Nankín, que significa "capital del sur".

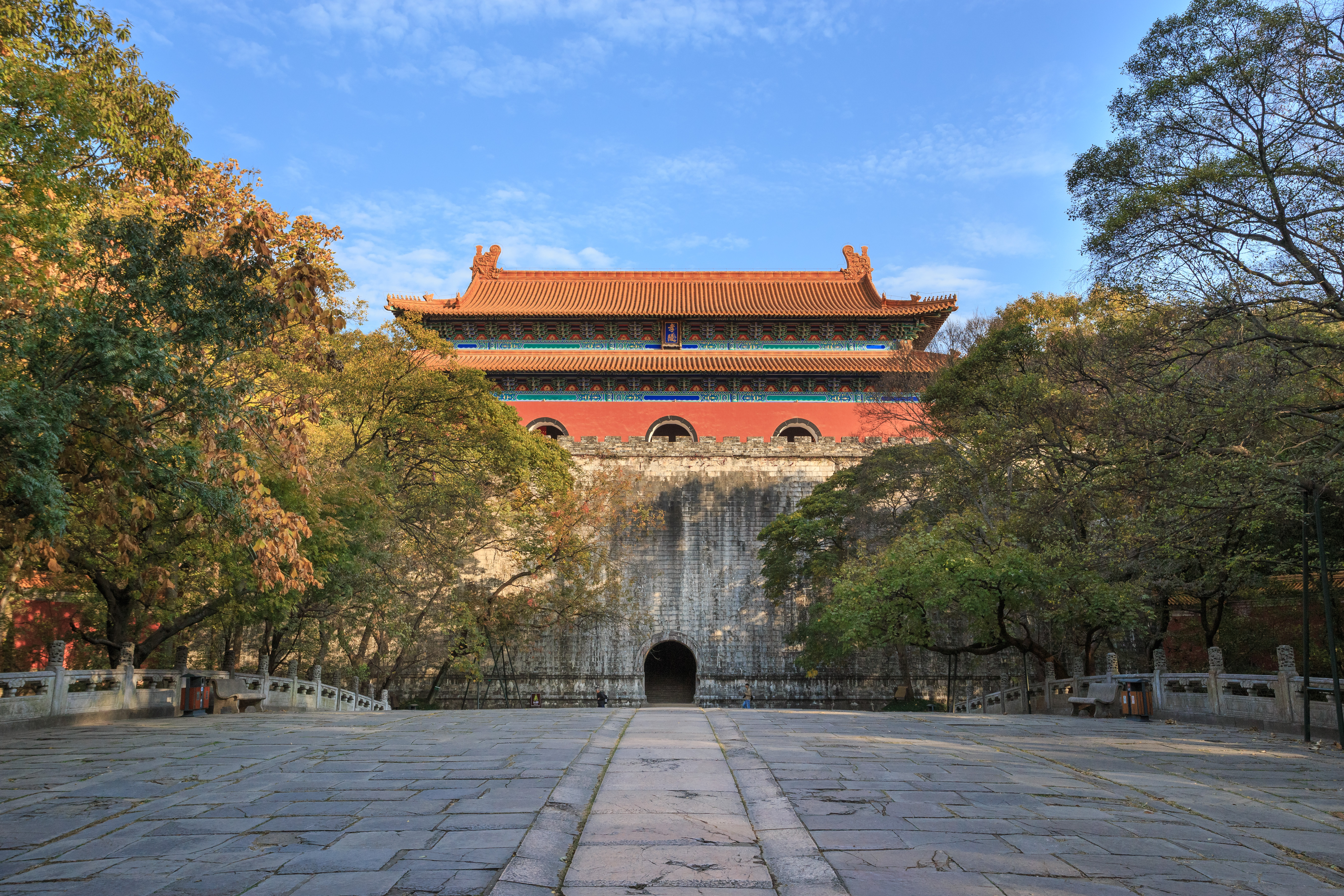
Ming Xiaoling es el mausoleo del emperador Hongwu, el fundador de la dinastía Ming.

En 1842 se firmó en la ciudad el tratado de Nankín, que ponía fin a la primera guerra del Opio, provocada por el Reino Unido para poder traficar con opio, obtener materias primas de China y venderles manufacturas. Este tratado cedió a los británicos la isla de Hong Kong. Nankín fue la capital del movimiento revolucionario del Reino Celestial de los Taiping desde 1853 hasta 1864. En esta época fue destruida la famosa Torre de porcelana, que era considerada una de las maravillas del mundo. Cuando las tropas imperiales recuperaron la ciudad, Nankín sufrió una auténtica devastación.
Desde esta ciudad, el 1 de enero de 1912 Sun Yat-sen proclamó la República de China. En 1928, el Kuomintang estableció de nuevo la capital del país en Nankín. En 1937, después de que las tropas japonesas atacaran y ocuparan la ciudad, se produjo la Masacre de Nankín. Según estimaciones, murieron más de 300 000 personas. Durante los siguientes años la capital de China se trasladó a Chongqing, y Nankín quedó bajo control japonés. A partir de 1940 se convirtió en la sede del colaboracionista Gobierno nacionalista de Nankín, situación que se mantuvo hasta agosto de 1945.
Al término de la Segunda Guerra Mundial, Nankín se convirtió de nuevo en la capital del país hasta que el 24 de abril de 1949, tras la victoria comunista en la guerra civil, la ciudad fue ocupada por las tropas de Mao Zedong y la capitalidad del país se trasladó a Pekín. Oficialmente, el gobierno del Kuomintang establecido en Taipéi (Taiwán) continuó considerando a Nankín como capital de la República de China, mientras que Taipéi era solamente capital provisional.

## Economía
La industria actual de la ciudad, básicamente, heredó las características de la década de 1960, con la electrónica, automóviles (como MG Motor), petroquímica, hierro y acero. Algunas representativas grandes empresas de propiedad estatal son Panda Electronics, motores Jincheng y Aceros de Nankín. El sector terciario también se recuperó el protagonismo, lo que representa el 44 por ciento del PIB de la ciudad. La ciudad también está compitiendo por la inversión extranjera en contra de las ciudades vecinas en el delta del río Yangtsé, y hasta el momento una serie de famosas empresas multinacionales, tales como el Grupo Volkswagen, Iveco, AO Smith y Sharp, han establecido sus líneas allí.
En los últimos años la economía de la ciudad ha sido, el comercio, la industria, así como la construcción. En 2010 el PIB de la ciudad era 501 mil millones de yuanes, y el PIB per cápita fue de 65.490 yuanes.

## Transporte
La ciudad se conecta entre sí y con sus vecinas por medio de todos los medios de transporte:
Aire: a 30 kilómetros al norte del centro de la ciudad se encuentra el aeropuerto internacional Nankín Lukou (南京禄口国际机场) inaugurado el 1 de julio de 1997, mueve 12 millones de pasajeros y 234.000 toneladas de carga aérea, ocupando el puesto 13 de los más traficados en el país. Se planea una segunda fase del aeropuerto para aumentar la capacidad a 30 millones de pasajeros para 2020.
Agua: el Puerto de Nankín es el puerto isla más grande de China. Tiene una larga historia que se remonta al 229, desde ese momento se convirtió en un impulso de la economía mercantil. Se han abierto seis puertos públicos y tres puertos industriales. En el siglo XXI, el puerto de Nankín tendrá un papel más importante que conecta a China con el mundo. El gobierno ha ejecutado una serie de políticas para apoyar su desarrollo y cada vez más empresas se reúnen allí. Hoy mueve más de 35 mil toneladas al año.
Tierra: varios trenes pasan por la ciudad, con la cual la conecta con toda China de una forma rápida y barata. La estación de ferrocarril de Nankín es una parada de la vía férrea Beijing–Shanghái (京沪铁路) de 1.5 mil kilómetros de largo, inaugurado en 1968. Varias autopistas nacionales también la conectan. El metro de Nankín fue inaugurado en 2005. La ciudad también cuenta con la estación de ferrocarril de Nankín Sur.

## Deportes
El equipo local de fútbol es el Jiangsu Sainty (江苏 舜天) que juega en la liga profesional del país. El estadio principal de la ciudad es el Centro Deportivo Olímpico Nanjing (南京奥林匹克体育中心) con una construcción total de 401.000 m² inaugurado el 1 de mayo de 2005 con un costo de 8.698 millones de yuanes.
Nankín fue sede de los Juegos Olímpicos de la Juventud 2014
| Predecesor: Singapur 2010 | Ciudad Olímpica de la Juventud 2014 | Sucesor: Buenos Aires 2018 |

## Geografía

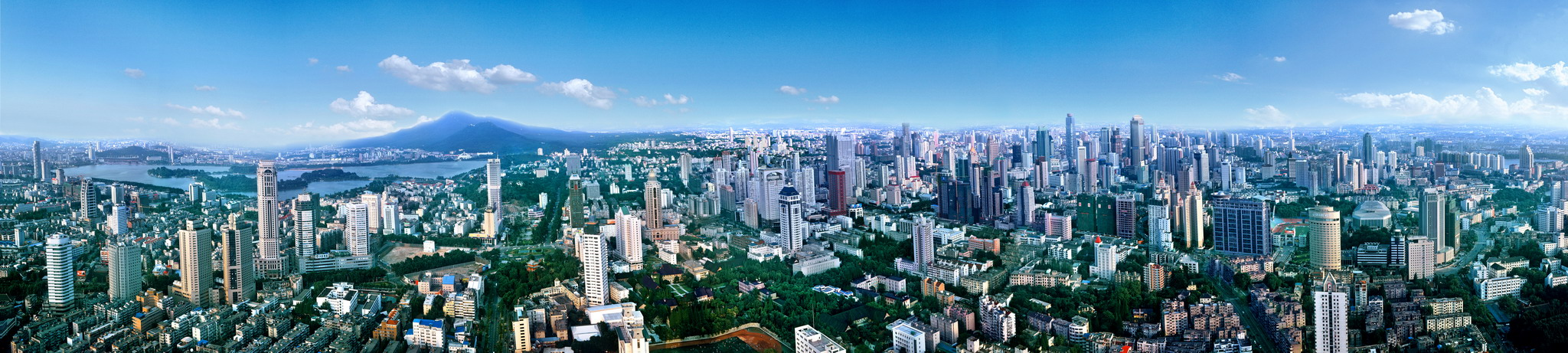
Vista panorámica de Nankín

Nankín tiene un área total de 6.598 kilómetros cuadrados y está sobre una de las zonas económicas más grandes del país, como es el delta del río Yangtse que es un gran empuje para la zona. El río Yangtse corre por los lados de la ciudad y da suministro de agua potable. Nankín está a 300 km de Shanghái, a 1200 de Pekín y a 1400 de Chongqing.

## Clima
Nankín tiene un clima subtropical húmedo y está bajo la influencia del monzón del este de Asia. Las cuatro estaciones están bien diferenciadas, veranos calientes e inviernos fríos. La temperatura anual es de alrededor de 16 °C. Los rangos mensuales van desde los 0 °C a 31 °C. Las temperaturas récord son de 43 °C y −20 °C. La lluvia anual es de 1062 mm.
| Parámetros climáticos promedio de Nankín (1971–2000) | Parámetros climáticos promedio de Nankín (1971–2000) | Parámetros climáticos promedio de Nankín (1971–2000) | Parámetros climáticos promedio de Nankín (1971–2000) | Parámetros climáticos promedio de Nankín (1971–2000) | Parámetros climáticos promedio de Nankín (1971–2000) | Parámetros climáticos promedio de Nankín (1971–2000) | Parámetros climáticos promedio de Nankín (1971–2000) | Parámetros climáticos promedio de Nankín (1971–2000) | Parámetros climáticos promedio de Nankín (1971–2000) | Parámetros climáticos promedio de Nankín (1971–2000) | Parámetros climáticos promedio de Nankín (1971–2000) | Parámetros climáticos promedio de Nankín (1971–2000) | Parámetros climáticos promedio de Nankín (1971–2000) |
| Mes                                                  | Ene.                                                 | Feb.                                                 | Mar.                                                 | Abr.                                                 | May.                                                 | Jun.                                                 | Jul.                                                 | Ago.                                                 | Sep.                                                 | Oct.                                                 | Nov.                                                 | Dic.                                                 | Anual                                                |
| ---------------------------------------------------- | ---------------------------------------------------- | ---------------------------------------------------- | ---------------------------------------------------- | ---------------------------------------------------- | ---------------------------------------------------- | ---------------------------------------------------- | ---------------------------------------------------- | ---------------------------------------------------- | ---------------------------------------------------- | ---------------------------------------------------- | ---------------------------------------------------- | ---------------------------------------------------- | ---------------------------------------------------- |
| Temp. máx. media (°C)                                | 7.0                                                  | 8.8                                                  | 13.4                                                 | 20.3                                                 | 25.6                                                 | 28.8                                                 | 31.9                                                 | 31.7                                                 | 27.3                                                 | 22.2                                                 | 15.9                                                 | 10.0                                                 | 20.2                                                 |
| Temp. mín. media (°C)                                | −1.1                                                 | 0.6                                                  | 4.8                                                  | 10.6                                                 | 15.9                                                 | 20.7                                                 | 24.6                                                 | 24.2                                                 | 19.2                                                 | 12.9                                                 | 6.1                                                  | 0.4                                                  | 11.6                                                 |
| Precipitación total (mm)                             | 37.4                                                 | 47.1                                                 | 81.8                                                 | 73.4                                                 | 102.1                                                | 193.4                                                | 185.5                                                | 129.2                                                | 72.1                                                 | 65.1                                                 | 50.8                                                 | 24.4                                                 | 1062.3                                               |
| Días de precipitaciones (≥ 0.1 mm)                   | 8.1                                                  | 9.1                                                  | 12.1                                                 | 10.4                                                 | 10.4                                                 | 11.3                                                 | 12.4                                                 | 11.3                                                 | 8.9                                                  | 8.2                                                  | 7.4                                                  | 5.7                                                  | 115.3                                                |
| Horas de sol                                         | 129.1                                                | 123.3                                                | 136.1                                                | 168.1                                                | 194.0                                                | 171.9                                                | 205.6                                                | 214.7                                                | 167.2                                                | 169.1                                                | 153.5                                                | 150.2                                                | 1982.8                                               |
| Humedad relativa (%)                                 | 76                                                   | 74                                                   | 74                                                   | 73                                                   | 74                                                   | 78                                                   | 81                                                   | 81                                                   | 79                                                   | 77                                                   | 76                                                   | 74                                                   | 76.4                                                 |
| Fuente: China Meteorological Administration          |                                                      |                                                      |                                                      |                                                      |                                                      |                                                      |                                                      |                                                      |                                                      |                                                      |                                                      |                                                      |                                                      |

### Arte

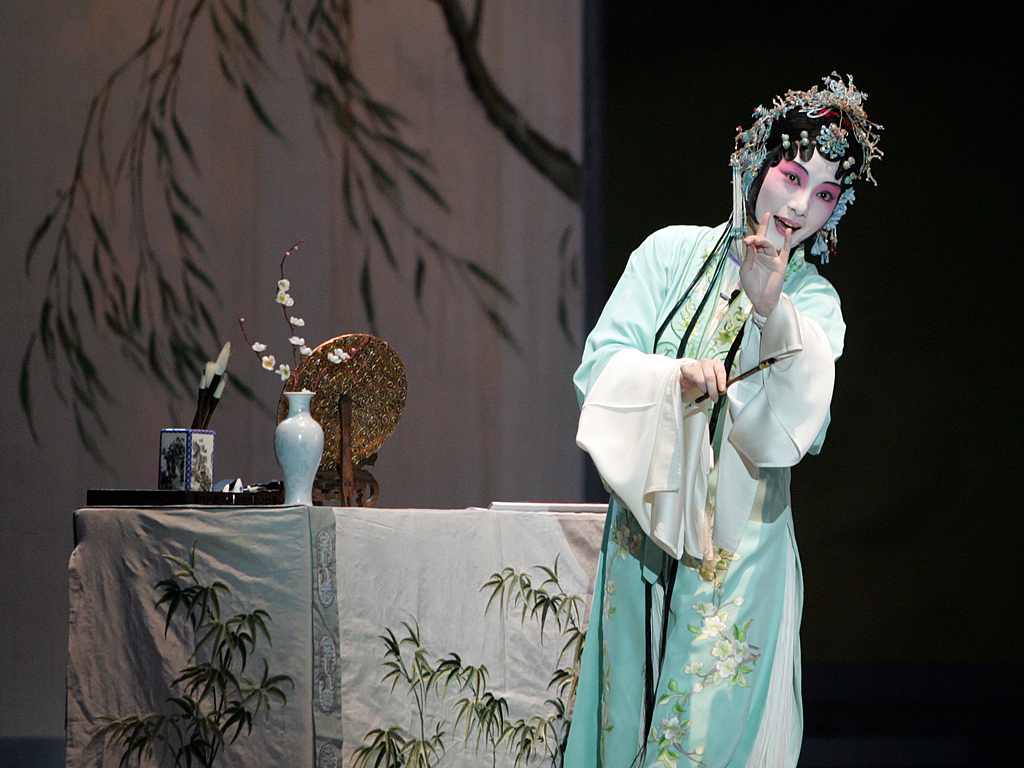
Kunqu

Algunos de los principales grupos artísticos de China tienen su sede en Nankín; entre ellos se encuentran la Compañía de Danza Qianxian, la Compañía de Danza de Nankín, la Compañía de Arte de la Pequeña Flor Roja de Nankín, el Instituto de Ópera de Pekín de Jiangsu y la Compañía de Arte Xiaohonghua de Nankín, entre otros.
La Ópera Kun de la provincia de Jiangsu es uno de los mejores teatros de Kunqu, el arte escénico más antiguo de China.
Se considera una compañía conservadora y tradicional. Nankín también cuenta con compañías profesionales de ópera para las variedades Yang, Yue (shaoxing), Xi y Jing (ópera china), así como Suzhou pingtan, teatro hablado y teatro de marionetas.
La Galería de Arte de Jiangsu es la mayor galería de la provincia de Jiangsu, y presenta algunas de las mejores piezas de arte tradicional y contemporáneo de China, como el histórico Maestro Ho-Kan; muchas otras galerías de menor escala, como el Red Chamber Art Garden y la Jinling Stone Gallery, también tienen sus propias exposiciones especiales. En 2019, Nankín cuenta con 14 centros culturales, 100 estaciones culturales, 15 bibliotecas públicas (excluyendo las bibliotecas de los sistemas educativos y las empresas e instituciones), 132 salas de cine y 2 centros de convenciones y exposiciones a gran escala. Son el Centro Internacional de Exposiciones de Nankín y el Centro Internacional de Exposiciones de Nankín, 87 museos diversos, entre los que se encuentran 77 museos estatales y 10 museos no estatales. A finales de agosto de 2020, hay 137 academias de caligrafía y pintura, museos de arte y galerías de arte en Nankín.
Nankín es una importante ciudad de pintura y caligrafía china. En las Seis Dinastías, hubo maestros de pintura y caligrafía como Wang Xizhi, Wang Xianzhi, Zhang Sengyou, Lu Tanwei y Gu Kaizhi. La primera obra de teoría de la pintura que se conserva, "Pinturas", tuvo un profundo impacto en las generaciones posteriores. La Academia de Arte de Nantang reunió a destacados maestros de caligrafía y pintura a la vez. Dongyuan y Juran fueron pioneros de la Escuela de Paisaje del Sur y se convirtieron en una generación de maestros. Las pinturas de flores y pájaros de Xu Xi, Zhou Wenju y las pinturas de figuras de Gu Hongzhong siguen pasando. "El banquete nocturno de Han Xizai" es una obra maestra de la meticulosa pincelada china antigua. El sistema de la Academia de Pintura de Nantang también fue heredado por las generaciones posteriores. El Libro de Pintura de los Diez Estudios de Bambú de la Dinastía Ming reprodujo las pinturas con la cúspide de las técnicas de impresión en color tridimensional. El Libro de Pintura del Jardín de la Semilla de Mostaza, de principios de la dinastía Qing, se consideraba una obra imprescindible para el aprendizaje de la pintura china. Los "Ocho Maestros de Nanjing", encabezados por Gong Xian, estuvieron activos en Nankín a principios de la dinastía Qing y crearon la Escuela de Pintura Jinling. En la década de 1930, se reunieron en Nankín personalidades del mundo de la pintura como Lv Fengzi, Xu Beihong, Zhang Daqian, Yan Wenliang, Lu Sibai, Chen Zhifo, Gao Jianfu, Pan Yuliang y Pang Xunqin. Entre ellos, Xu Beihong, Zhang Shuqi y Liu Zigu fueron aclamados como los "Tres Maestros de Jinling". La "Nueva Escuela de Pintura de Jinling" contemporánea estaba representada por Fu Baoshi, Qian Songyan, Song Wenzhi, Wei Zixi y Yaming.

## Educación
Nankín ha sido una ciudad que valora la cultura y la educación desde la antigüedad. En la actualidad alberga una gran variedad de centros universitarios. La universidad más importante es la Universidad de Nankín.

## Turismo
Nankín es una de las ciudades más visitadas por los turistas extranjeros que visitan China ya que tiene un gran número de monumentos. Algunas de las atracciones turísticas más conocidas son:
- La Torre Zifeng
- El Templo de Confucio (Nankín) y El Río de Qinhuai
- Las Colinas Púrpuras y Doradas
- El Mausoleo de Sun Yat-sen
- La Tumba de Ming Xiaoling
- El Jardín Xuyuan
- El Jardín de Zhanyuan
- El Templo de Jiming
- El Templo de Qixia
- El Templo de Linggu
- El Templo de Jinghai
- El Parque del Lago de Xuanwu
- Las Murallas de La Ciudad Antigua
- La Manzana de 1912
- La Ciudad de Piedras
- El Puente de Nankín sobre el Yangtsé
- El Palacio Presidencial (Nankín)

## Ciudades hermanadas
Ahora Nankín tiene catorce ciudades hermanas.
| - San Luis, Misuri, Estados Unidos de América - Nagoya, Japón - Perth, Australia - Taejon, Corea del Sur - Florencia, Italia - Belo Horizonte, Brasil - London, Ontario, Canadá - Temuco, Chile | - Leipzig, Sajonia, Alemania - Eindhoven, Países Bajos - Barranquilla, Atlántico Colombia - Mexicali, Baja California, México - Bloemfontein, Sudáfrica - Limassol, Chipre - Medellín, Antioquia Colombia |